# Emiliania huxleyi
L'Emiliania huxleyi, talvolta abbreviata in "EHUX" e più comunemente indicata come E. huxleyi, è una specie di coccolitofori contraddistinta da una distribuzione a livello pressoché globale, dai mari tropicali a quelli sub-artici.
È uno dei migliaia di costituenti del plancton fotosintetico, che galleggia lasciandosi trasportare dalle correnti della zona fotica degli oceani e che va a formare il livello base dell'alimentazione marina. È stata intensamente studiata per la grande fioritura algale che provoca nelle acque povere di nutrienti dopo il riformarsi del termoclino estivo.
Come altri coccolitofori, l'E. huxleyi appartiene al fitoplancton unicellulare ed è completamente rivestita da placchette di calcite, note come coccoliti, che formano la coccosfera. I singoli coccoliti si trovano in abbondanza nei sedimenti marini, mentre il ritrovamento di un'intera coccosfera è molto meno frequente. Nel caso dell'E. huxleyi, è possibile trovare nei sedimenti non solo le scaglie del guscio, ma anche la parte meno dura dell'intero organismo, in quanto è in grado di produrre gli alchenoni, una categoria di composti chimici molto resistenti alla decomposizione diagenetica, che rimangono a lungo nei sedimenti marini anche dopo che altre parti molli dell'organismo si sono decomposte. Gli alchenoni vengono utilizzati dagli studiosi di scienze della terra per stimare la temperatura delle acque superficiali oceaniche nelle epoche passate.

## Generalità
L'E. huxleyi fu così denominata in onore di Thomas Huxley che fu tra i primi a esaminare i sedimenti del fondo marino e a riconoscere la natura organica dei coccoliti ivi contenuti.
È la più abbondante e diffusa tra le varie specie di coccolitofori. I suoi coccoliti sono trasparenti e normalmente incolori, costituiti da calcite (forma comune del carbonato di calcio) che rifrange molto efficacemente la luce solare incidente sulla colonna d'acqua del mare. Questo effetto, assieme all'alta concentrazione causata dal continuo spargimento dei coccoliti, fa sì che le sue fioriture algali siano visibili anche dallo spazio. Immagini satellitari mostrano infatti che queste fioriture possono coprire vaste aree e le analisi condotte da laboratori a bordo di navi indicano che l'E. huxleyi è di gran lunga la specie dominante di fitoplancton in queste situazioni.
Questa specie ha contribuito a ispirare l'ipotesi Gaia di James Lovelock, secondo il quale gli organismi viventi nel loro insieme contribuiscono ad autoregolare la biogeochimica e il clima terrestre, mantenendoli in stati metastabili non casuali.

## Fioriture algali
L'E. huxleyi  è all'origine delle grandi efflorescenze planctoniche visibili anche da immagini satellitari. Queste fioriture compaiono in pochi giorni e vengono limitate da diversi organismi erbivori marini, ma soprattutto da alcuni virus che attaccano queste alghe e svolgono un ruolo fondamentale nella regolazione della loro popolazione. I ricercatori del laborio di informazione genomica e strutturale (CNRS) della stazione biologica di Roscoff (CNRS/UPMC), in Francia, hanno scoperto che si instaurano trasferimenti di geni tra i virus e questa tipologia di alghe.

## Galleria d'immagini

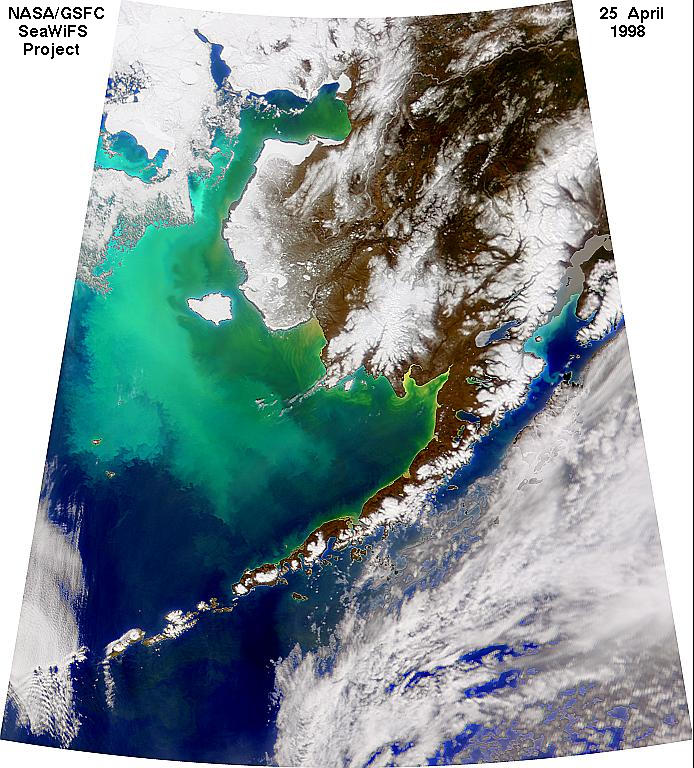
Immagine da satellite della grande fioritura di coccolitofori nel Mare di Bering nel 1998.
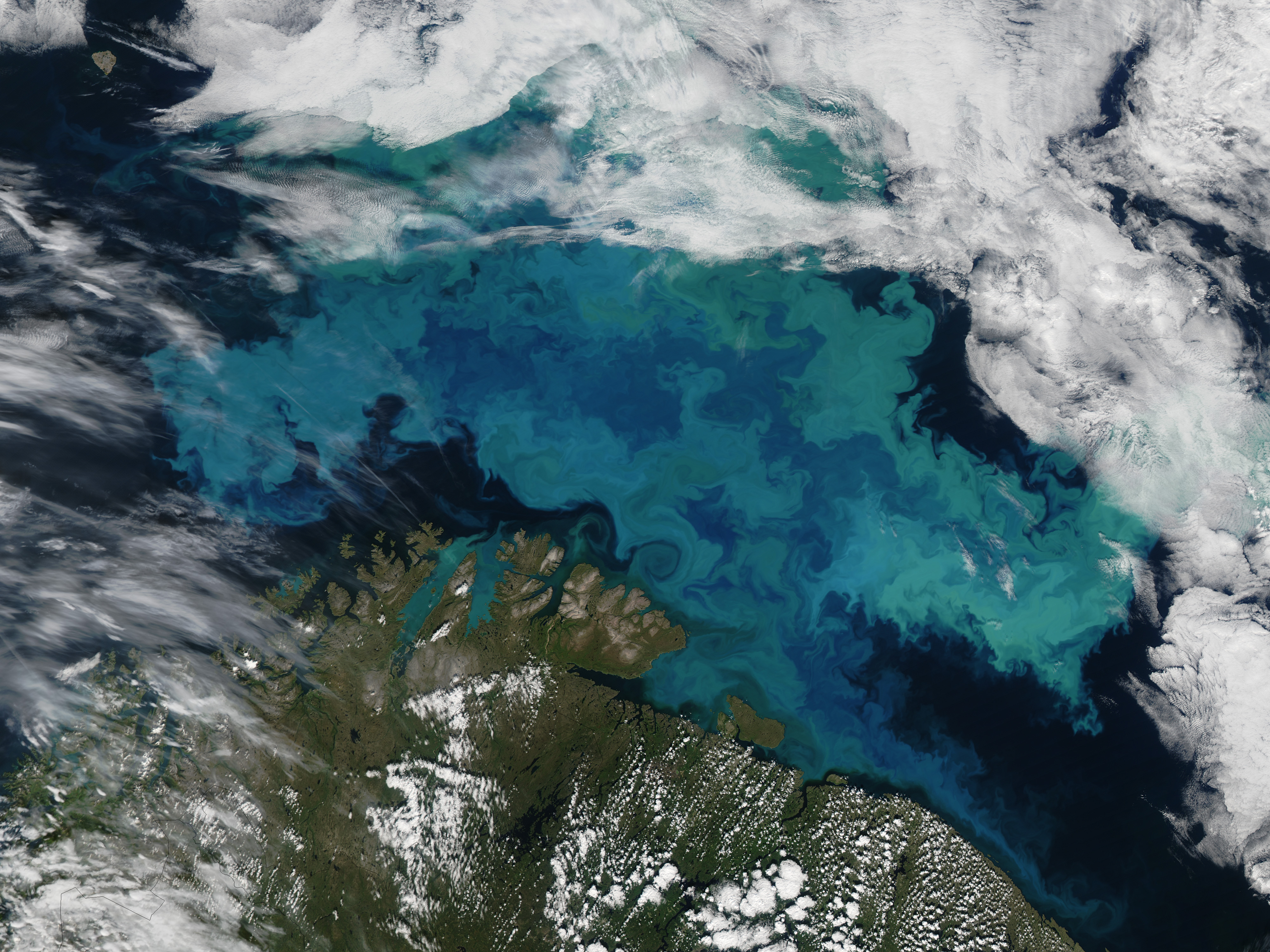
Fioritura algale di E. huxleyi nel Mare di Barents.
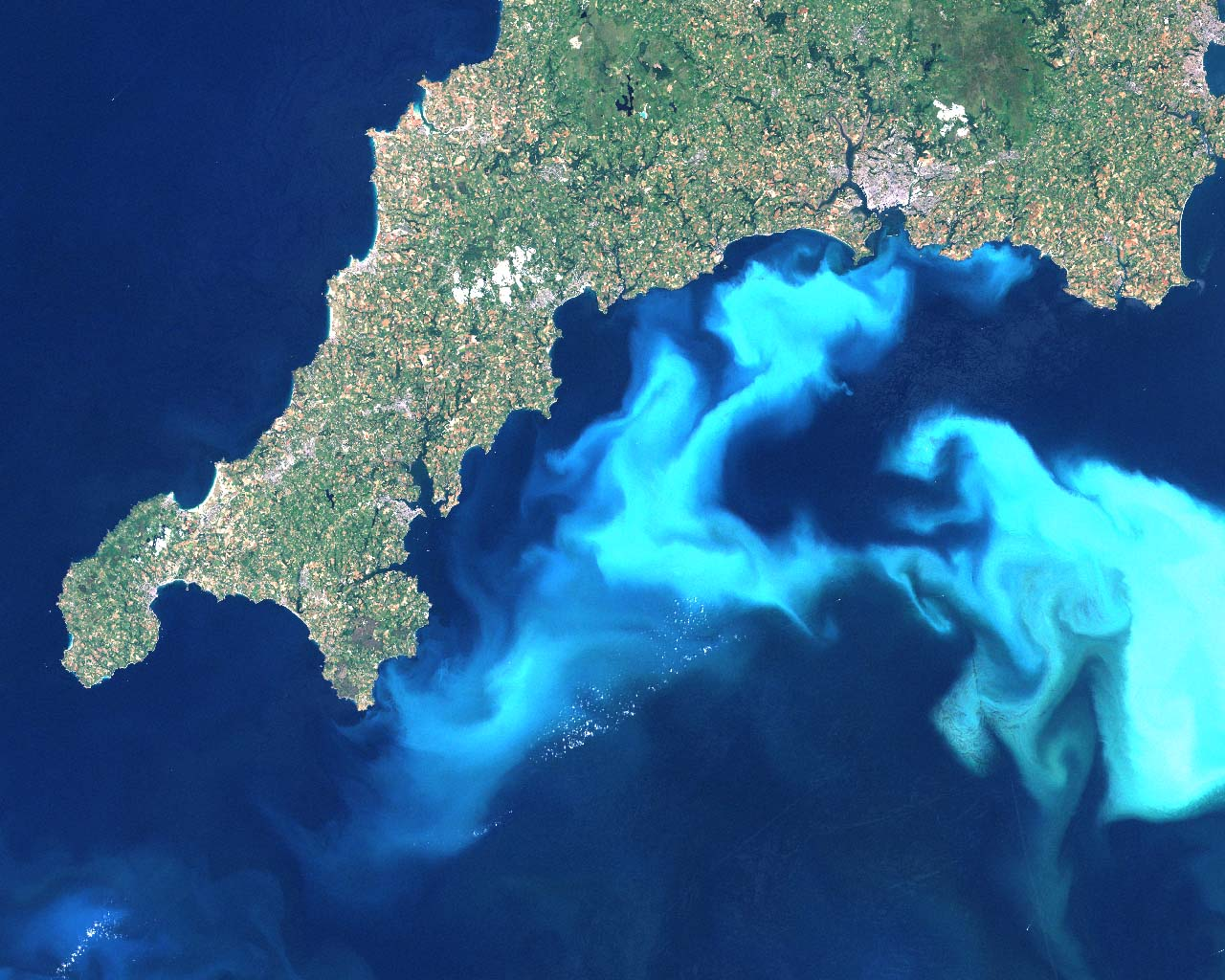
Immagine dal satellite Landsat di una fioritura algale del 24 luglio 1999.